# Kofi Annan
Cet article possède un paronyme, voir Kofi Yamgnane.
Pour les articles homonymes, voir Annan.
Kofi Annan (/ˈkoʊfi ˈænæn/), né le 8 avril 1938 à Kumasi (Côte-de-l'Or) et mort le 18 août 2018 à Berne (Suisse), est un diplomate ghanéen.
Il est le septième secrétaire général des Nations unies et le premier à sortir des rangs du personnel de l'organisation. Il occupe cette fonction de 1997 à 2006. Le 10 décembre 2001, il reçoit le prix Nobel de la paix.

## Biographie

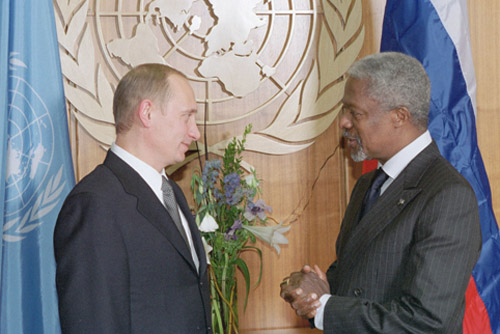
Kofi Annan avec Vladimir Poutine (New York, 16 novembre 2001).

Kofi Atta Annan naît le 8 avril 1938 à Kumasi ancienne capitale de l'empire Ashanti alors colonie britannique de la Côte-de-l'Or, dans une tribu aristocratique.

### Études
Il étudie le droit à l'université de science et de technologie de Kumasi (Ghana) puis au Macalester College de Saint Paul (États-Unis) en 1961, grâce à une bourse de la fondation Ford qui finance une partie de sa scolarité. Il y achève son baccalauréat universitaire (équivalent du niveau licence en France) d'économie. Il entre ensuite à l'Institut de hautes études internationales de l'université de Genève en Suisse (1961-1962) où il obtient son diplôme d'études approfondies et, après quelques années d'expérience professionnelles, au Massachusetts Institute of Technology (MIT, 1971-1972) où il fait des études de troisième cycle en économie. En 1972, Annan obtient son diplôme de maîtrise en sciences de gestion au MIT.

### Carrière
Kofi Annan commence à travailler pour l'Organisation mondiale de la santé en 1962 comme fonctionnaire d'administration et du budget. Depuis, il a été en poste à la Commission économique des Nations unies pour l'Afrique, à Addis-Abeba en Éthiopie, à la Force d'urgence des Nations unies (FUNU II) à Ismailia, au haut Commissariat des Nations unies pour les réfugiés à Genève, puis au Siège des Nations unies à New York, comme sous-secrétaire général à la gestion des ressources humaines et coordonnateur des Nations unies pour les questions de sécurité (1987-1990), puis comme sous-secrétaire général à la planification des programmes au budget et à la comptabilité, puis contrôleur (1990-1992). En 1990, après l'invasion du Koweït par l'Irak, Annan reçoit du secrétaire général pour mission spéciale d'organiser le rapatriement de l'Irak de plus de 900 fonctionnaires internationaux et ressortissants de pays occidentaux. Il dirige ensuite la première équipe des Nations unies chargée de négocier avec l'Irak sur la question de la vente du pétrole pour financer l'aide humanitaire. Son fils est alors impliqué dans le scandale pétrole contre nourriture, ce qui affecte Kofi Annan, mais il en sort finalement blanchi par une commission d'enquête.
En 1993, il est promu sous-secrétaire général de Boutros Boutros-Ghali, responsable du département du maintien de la paix. Il est critiqué pour sa passivité lors du génocide au Rwanda, ce dont il s'excuse ensuite en 1999. En août 1995, il donne son accord pour que l'OTAN bombarde des positions serbes en Bosnie, l'opération permettant ensuite de conclure les accords de Dayton. Les États-Unis le soutiennent alors pour succéder à Boutros Boutros-Ghali.
Il commence son premier mandat de secrétaire général de l'ONU le 1er janvier 1997. Selon l'historienne Chloé Maurel, il doit sa très bonne connaissance du fonctionnement des instances onusiennes au fait qu'en devenant Secrétaire général de l'ONU en 1997, il travaille déjà depuis 35 ans dans le système des Nations unies. Il va alors devenir le plus énergique et charismatique des Secrétaires généraux,
En 1998, il va à Bagdad tenter une médiation avec le président Saddam Hussein, accusé par les États-Unis de Bill Clinton et le Royaume-Uni de Tony Blair de cacher des armes chimiques. La rencontre est un succès.
À la suite du référendum sur l'indépendance du Timor oriental face au contrôle indonésien, le 30 août 1999, il annonce le 4 septembre que 78,5 % des votants ont opté pour l'indépendance. S'ensuit alors une grave crise menant à la création de l'INTERFET pour stabiliser le pays et l'ATNUTO pour l'administrer jusqu'à l'indépendance de mai 2002.
En 1999, dans la lignée de la transformation des Nations unies, il plaide pour « ouvrir les portes de l'organisation aux peuples des Nations unies », aux organisations non gouvernementales et au secteur privé, insistant sur le rôle « désormais incontournable » de la société civile. Au Forum économique de Davos, il lance ainsi une initiative volontaire autour de 10 principes centrés sur les droits humains, les normes internationales du travail, l’environnement et la lutte contre la corruption pour donner un « visage humain à la mondialisation » : le Pacte mondial des Nations unies (Global Compact en Anglais ).
En 2000, il propose au président du Zimbabwe Robert Mugabe de se retirer du pouvoir en contrepartie d'un asile politique et de compensations financières,.
Le 29 juin 2001, sur recommandation du Conseil de sécurité, l'Assemblée générale le réélit par acclamation pour un second mandat, qui débute le 1er janvier 2002 et qui s'achève au 31 décembre 2006.
Il critique la guerre en Irak menée par les États-Unis de George W. Bush, avec lequel il s'entend pourtant bien, et rejoint les efforts du président français Jacques Chirac dans son opposition au conflit.

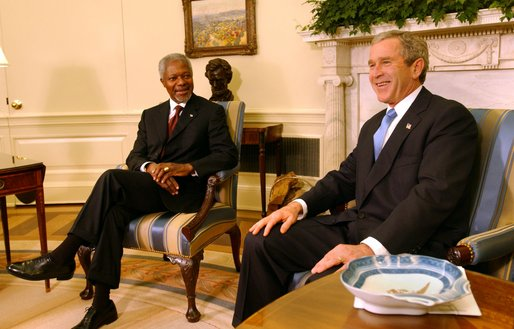
Kofi Annan avec George W. Bush (Maison-Blanche, 13 novembre 2003).

Le 8 mars 2006, il affirme que selon lui, le monde est prêt à voir une femme à la tête des Nations unies.
En 2006, il participe à la fondation du réseau international de dessinateurs de presse Cartooning for Peace.

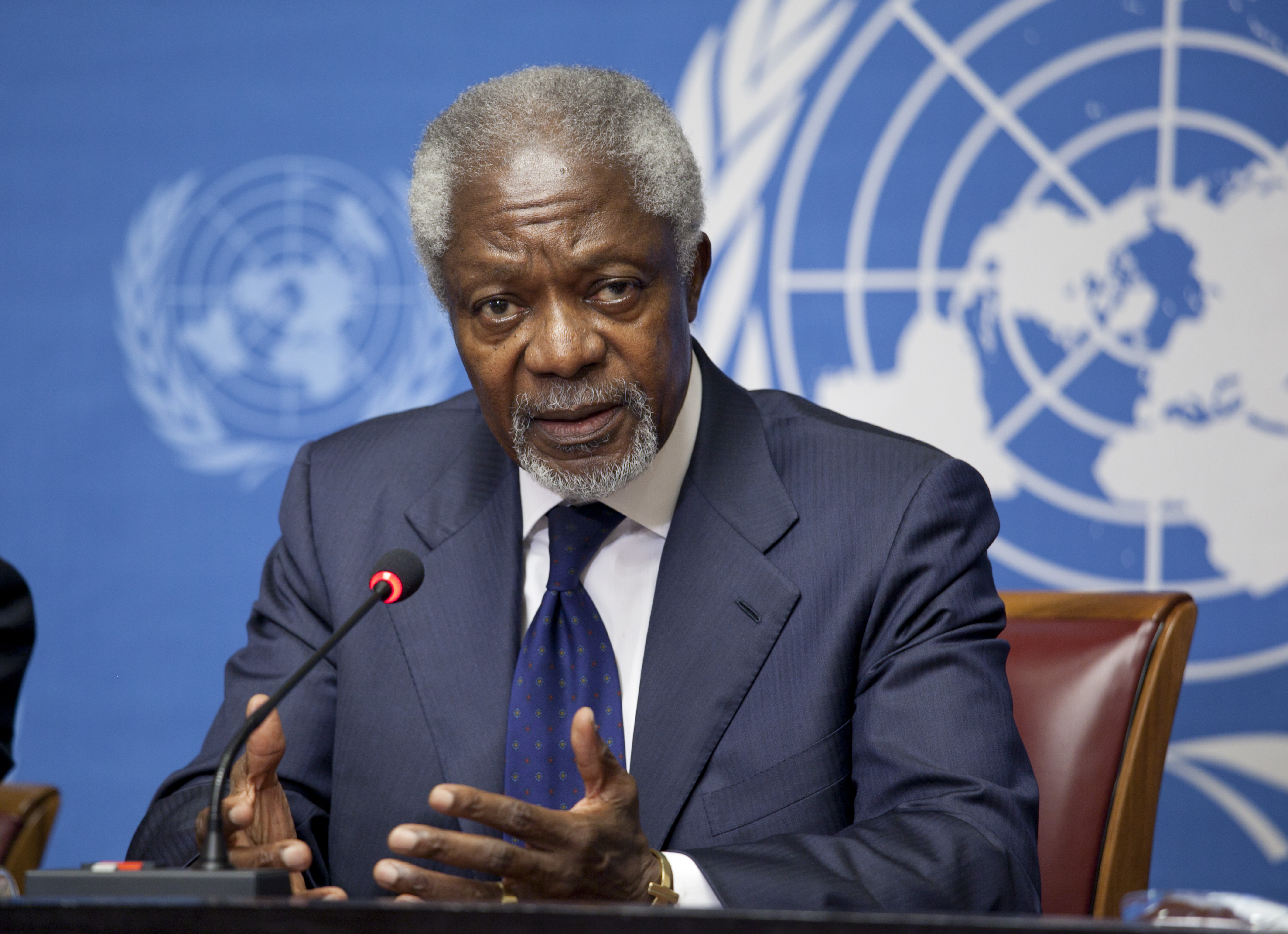
Kofi Annan au siège des Nations unies (2012).

Dans son discours d'adieu au poste de secrétaire général auquel lui succède le Sud-Coréen Ban Ki-moon à la fin du mois de décembre 2006, Kofi Annan fustige la politique des États-Unis qu'il appelle à suivre la voie du multilatéralisme en acceptant notamment l'élargissement du Conseil de sécurité et à respecter les droits de l'Homme « jusque dans sa lutte contre le terrorisme »,.
Il reprend la formule historique de l'ancien président des États-Unis Harry Truman dont il invite les dirigeants actuels à suivre l'exemple : « la responsabilité des grands États est de servir et non pas de dominer les peuples du monde ».
Il s'installe ensuite à Genève.
Kofi Annan est nommé, le 14 juin 2007, à la tête de l'Alliance pour une révolution verte en Afrique (AGRA), un organisme créé en 2006, financé par la fondation Bill-et-Melinda-Gates et la Fondation Rockefeller et regroupant des dirigeants politiques, des hommes d'affaires, des agriculteurs et des chercheurs. Le but de l'alliance est d'aider les paysans africains à améliorer leur rendement.
Le 4 octobre 2007, Kofi Annan devient le nouveau président de la Fondation de soutien à l'Organisation mondiale contre la torture, la plus importante coalition internationale d'ONG actives dans la protection des droits de l'Homme dans le monde (regroupant 282 membres dans 92 pays), et ce, afin de contribuer à la prise de conscience de l'érosion du respect des droits de l'homme et des normes internationales, notamment dans le cadre de la lutte contre le terrorisme et des politiques sécuritaires. Il préside également, à partir de sa création en 2007, l'African Progress Panel, qui rassemble de personnalités internationales (notamment Tony Blair, Bob Geldof et Michel Camdessus) engagées dans la défense du continent africain et chargé, notamment, du suivi des engagements du sommet du G8 de Gleneagles de 2005.
Membre du comité d'honneur de la Fondation Chirac à son lancement en 2008 par l'ancien président de la République française Jacques Chirac, Kofi Annan participe au jury du prix pour la prévention des conflits que cette fondation décerne annuellement. Il a également créé la Kofi Annan Foundation, consacrée au développement durable et à la paix.

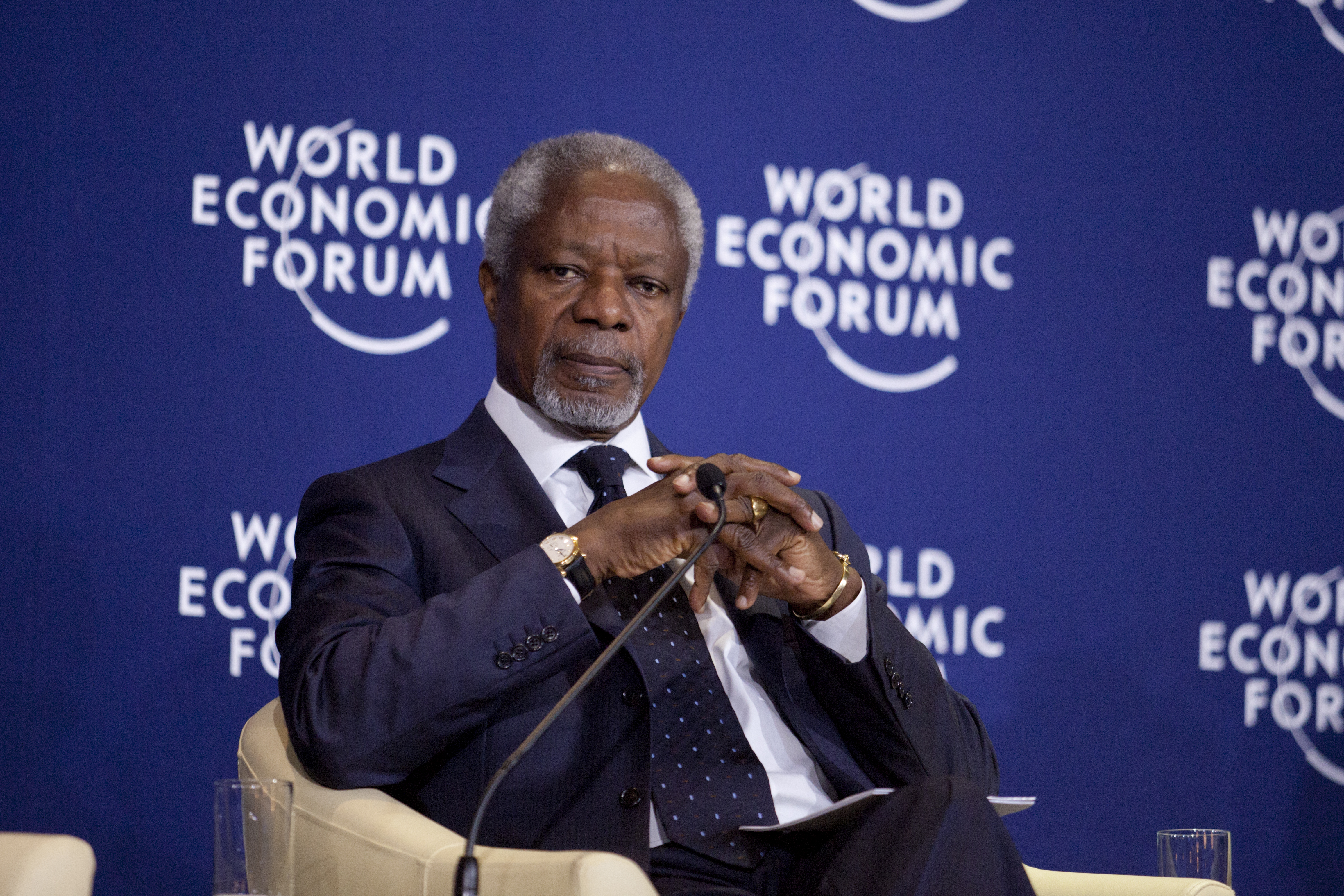
Kofi Annan au Forum économique mondial (2012).

Il fait partie du groupe des Global Elders (terme anglais signifiant : les anciens, ou sages, universels), créé par Nelson Mandela afin de promouvoir la paix et les droits de l'homme dans le monde.
Le 23 février 2012, il est nommé émissaire conjoint de l'Organisation des Nations unies et la Ligue arabe sur la crise en Syrie. Il doit quelques mois après constater l'échec de cette mission de paix. Regrettant que le principe de la « responsabilité de protéger », qu'il avait contribué à élaborer, ait été dévoyé durant la première guerre civile libyenne, il préconise l'implication de la Russie et de l'Iran dans la résolution du conflit.
Le 2 août 2012, il annonce sa démission de son poste de médiateur de l'ONU et de la Ligue arabe en Syrie.

### Vie privée
Kofi Annan parlait couramment l'anglais et le français. Il était marié à Nane Lagergren (sv), juriste et artiste suédoise, et fille de la demi-sœur de Raoul Wallenberg. Ils ont trois enfants.

### Mort et hommages
Il meurt le 18 août 2018 en Suisse dans un hôpital de Berne, à l'âge de 80 ans, après une courte maladie.
Kofi Annan a eu des obsèques nationales le 13 septembre 2018 au Ghana, où il a été inhumé.

## Distinctions
- Compagnon de l'ordre de l'Étoile du Ghana ( Ghana) ;
- Compagnon de l'ordre de O. R. Tambo (en) ( Afrique du Sud) ;
- Grand-croix 1re classe, version spéciale de l’ordre du Mérite de la République fédérale d'Allemagne ( Allemagne) ;
- Grand-croix d'or de l'ordre du Mérite de la République d'Autriche ( Autriche) ;
- Grand-croix de l'ordre d'Isabelle la Catholique ( Espagne) ;
- Médaille de la liberté de Philadelphie ( États-Unis) ;
- Grand officier de la Légion d'honneur ( France)[27] ;
- Première classe l'ordre de l'Amitié ( Kazakhstan) ;
- Première classe de l'ordre de Manas (ru) ( Kirghizistan) ;
- Grand cordon de l'ordre national du Kenya ( Kenya);
- Grand cordon de l'ordre de Moshoeshoe ( Lesotho) ;
- Grand cordon de l'ordre des Pionniers du Libéria (en) ( Libéria) ;
- Chevalier grand-croix de l'ordre du Lion néerlandais ( Pays-Bas) ;
- Grand-croix de l'ordre du Mérite de la république de Pologne ( Pologne) ;
- Grand-croix de l'ordre de la Liberté ( Portugal) ;
- Collier de l'ordre de l'Étoile de Roumanie ( Roumanie) ;
- Chevalier grand-croix de l'ordre de Saint-Michel et Saint-Georges ( Royaume-Uni) ;
- Grand officier de l'ordre du Mono ( Togo).
- Ordre olympique échelon or (Comité international olympique), en 2007. Remis en cérémonie le 15 octobre 2015[28].

### Prix et récompenses
- Massachusetts Institute of Technology (États-Unis) : Master of Science 1972 ;
- 1999 : Prix Conscience planétaire décerné par le Club de Budapest[29] ;
- 2001 : Prix Nobel de la paix
- 2007 : Prix Nord-Sud du Conseil de l'Europe
- 2008 : Prix du Traité de Westphalie (de)
- 2019 : Prix d’honneur pour les éminentes personnalités décerné par la Cédéao

### Honneurs
- 2002 : Bourgeoisie d'honneur de la ville de Genève

Il a obtenu plusieurs Docteur honoris causa :
- Université des sciences et technologies Kwame Nkrumah ( Ghana, 24 août 1998)[30]
- Université de Lund en Droits ( Suède, 1999)[31]
- Université nationale d'Irlande en Droits ( Suède, 22 janvier 1999)[32]
- Université technique de Dresde ( Allemagne, 26 avril 1999)
- Université Howard en Lettres ( États-Unis, 8 mai 1999)[33]
- Université du Michigan en Droits ( États-Unis, 3 mai 1999)[34]
- Université Comenius de Bratislava ( Slovaquie, 14 juillet 1999)
- Université Notre-Dame-du-Lac ( États-Unis, 21 mai 2000)
- Université Brown en Droits ( États-Unis, 27 mai 2001)[35]
- Université libre de Berlin ( Allemagne, 13 juillet 2001)
- Université d'Alcalá de Henares ( Espagne, 9 avril 2002)
- Université Northwestern ( États-Unis, 21 juin 2002)
- Université de Pittsburgh ( États-Unis, 21 octobre 2003)[36]
- Université de Tilbourg ( Pays-Bas, 2002)[37]
- Université de Genève ( Suisse, 7 juin 2002)[38]
- Université Carleton, en tant que Doctor of Laws ( Canada, 9 mars 2004)
- Université de Gand ( Belgique, 2004)
- Université Harvard ( États-Unis, 2004)[39]
- Université Carleton ( Canada, 9 mars 2004)
- Université d'Ottawa ( Canada, 9 mars 2004)
- Université nouvelle de Lisbonne ( Portugal, 12 octobre 2005)
- Université de Neuchâtel ( Suisse, novembre 2008)[40]
- Université d'Uppsala ( Suède, 26 mai 2007)
- Université du Chili ( Chili)
- Université de Tokyo ( Japon, 18 mai 2006)[41]
- Université de Saint-Gall ( Suisse, 18 novembre 2006)
- Université de Princeton ( États-Unis, 28 novembre 2006) [42]
- Université calédonienne de Glasgow ( Écosse, 18 novembre 2011)

## Publications
Kofi Annan est l'auteur de plusieurs ouvrages, parmi lesquels :
- Nous les peuples : le rôle des Nations unies au XXIe siècle ;
- Appel à l'action ;
- Le Pacte mondial ;
- Les causes des conflits et la promotion de la paix et d’un développement durables en Afrique ;
- Rénover les Nations unies ;
- Interventions : Une vie dans la guerre et dans la paix, éditions Odile Jacob, 2013  (ISBN 978-2738130198)
- Le Conseil de sécurité des Nations Unies : Ambitions et limites (avec Jean-Marc de La Sablière), Larcier, 2015  (ISBN 978-2-8044-7817-9)

### Filmographie
- Le rêve suspendu, 52 min, documentaire de Pascal Vasselin (2010)